# حمام اردل
حمام اردل مربوط به دوره قاجار است و در اردل، جنوب شرقی شهر واقع شده و این اثر در تاریخ ۱۱ مرداد ۱۳۸۴ با شمارهٔ ثبت ۱۲۴۲۰ به‌عنوان یکی از آثار ملی ایران به ثبت رسیده است.